# Renato Birolli

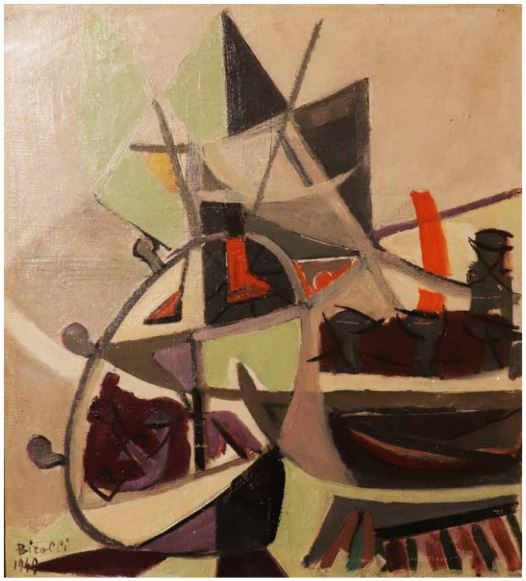
TRINITÈ SUL MER (1949) - Renato Birolli

Renato Birolli (Verona, 10 de diciembre de 1905 - Milán, 3 de mayo de 1959) fue un pintor italiano.

## Biografía
Birolli nació en el seno de una familia de trabajadores industriales. En 1923 se trasladó a Milán, donde formó un grupo de vanguardia con otros artistas como Renato Guttuso, Giacomo Manzù y Aligi Sassu. En 1937 era miembro del movimiento artístico llamado Corrente. Ese mismo año fue arrestado por el gobierno fascista: en los años siguientes abandonó en gran medida la actividad artística y se dedicó a la propaganda comunista y, más tarde, al apoyo a la resistencia partisana.
Tras la SGM, en 1947, Birolli se trasladó a París. Aquí su estilo pictórico cambió rápidamente bajo la influencia de Henri Matisse y Pablo Picasso, inclinándose primero por una postura poscubista y luego en una forma en cierto modo abstracta de lirismo.